# 松田元
松田 元（まつだ はじめ、1951年2月11日 - ）は、プロ野球・広島東洋カープオーナー・代表取締役社長。広島県広島市、現在の中区出身。
曾祖父はマツダの実質的な創業者で2代目社長の松田重次郎、祖父はマツダ3代目社長の松田恒次、父はマツダ4代目社長の松田耕平。弟はアンフィニ広島・広島エフエム放送社長の松田弘、弘の子はオーナー代行の松田一宏。広島マツダ会長の松田哲也ははとこに当たる。
祖父から3代続けてカープオーナーである。

## 来歴・人物
松田耕平の長男として広島で生まれる。広島大学附属高校卒業後、慶應義塾大学へ入学。1973年に大学卒業、その後アメリカ留学を経て1977年に東洋工業（現・マツダ）に入社した。ちなみに、同年に父・耕平は社長から会長に退いている。
1982年に東洋工業を退社。1983年、広島東洋カープの取締役に就任。1985年、オーナー代行。
耕平の死去を受けて、2002年7月からオーナーを務める。
「広島に球団を残すことが私の使命である」と常々公言している。特に2004年に起こったプロ野球再編問題において、9月8日の12球団オーナー会議における近鉄とオリックスの合併案採決の際に、「広島は地域によって支えられており、その地域の理解を得られない採決には参加できない」と表明し、同様の意見を持つ他球団が最終的には押し切られ合併を承認する中で、1球団のみ棄権した。
また、父の耕平が示した「FA選手に手を出さない」、「FA権を行使した選手との再契約拒否（FA残留拒否）」、「監督・コーチは生え抜きに拘る」等を永らく球団経営方針とし、2003年にFA権を取得した金本知憲のFA残留を認めないなどで物議を醸したが、2006年オフの黒田博樹流出問題の際に、FA残留については従来の方針を一転、容認する姿勢を示した。さらに2009年オフには、「チームの弱点の補強や若手にとってプラスになる選手と判断した時はFA補強はある」と発言、同年にFA宣言した藤井秀悟の獲得に興味を示し、前年に退団していた高橋建を再獲得するなど、近年では戦力補強に対する姿勢に変化が見られる。
MAZDA Zoom-Zoom スタジアム広島での試合や、由宇練習場で行われる2軍戦、大野室内練習場での選手合同自主トレを頻繁に視察する等、耕平前オーナーと同様、自ら精力的に選手の動きをチェックする姿も見られる。

## エピソード
- 1987年のシーズン開幕2日前の4月8日、RCC中国放送主催のファン参加イベント「カープ激励の夕べ」が開催されたが、当日の午後、グラウンドに現れた広島の選手会長の高橋慶彦が居合わせた球団幹部に「この時期にどうしてやらなくちゃいけないんですか?口には出さないけど、選手みんながそう思ってますよ」と抗議した。しばらく高橋と球団幹部との押し問答が続き、グラウンドに不穏な空気が流れ始めた時、報道陣と談笑していた松田元が「そんなに嫌なら出なくていい!」と声を荒らげたため、高橋は激高しロッカールームの荷物をまとめて引き上げた[3]。
  - 造反行為を重く見た球団は高橋に2週間の謹慎を命じたが、これをきっかけに、高橋はトレード要員に名前が挙がるようになった。1989年オフ、高橋は白武佳久・杉本征使と共にロッテオリオンズにトレードされた[4][5][6]。
  - 2006年12月8日、二宮清純が主宰するシンポジウムにおいて、高橋は自ら元と軋轢があったことを認めた。なお、高橋は父・耕平とは比較的良好な関係だった他、イベントの主催者だったRCCとの関係は悪化せず、引退後にバラエティ番組やゲスト解説などで同局の番組に出演したことがある。
- このように、オーナー代行時代は選手や首脳陣と衝突する事例もあったが、近年では2006年に巨人から移籍した山田真介が「練習中声をかけられて感激した」と発言する等、自ら積極的に選手に声をかけて回っており[7]、球団オーナーとしては選手との垣根が低い。さらにスカウティングやトレードなどのチーム編成にも乗り出すケースもある。
- 衣笠祥雄が生前「自分一人ではどうこうできない人間関係の問題」を考慮して現場復帰に消極的だったため、不仲が噂されたことがあったが、2018年に衣笠が逝去した際には「キャンプなどで会うと、元く～んと話しかけてくれる。江夏さんもそうだが、年上のお兄さんに声をかけてもらったうれしさが、一瞬にして自分を昔に戻してくれる。耳当てのないヘルメット、豪快な空振り、ライナーで入るホームラン、デッドボールでも痛がるそぶりを見せることなく駆け足で1塁に行く。衣笠さんとの付き合いは40年を超え思い出も多く、言葉で言い表すことが出来ない。本来ならば偉大な選手について話すべきかもしれないが、自分にとって衣笠さんとはそういう人だった」[8]と人柄や自身との交流を中心に思い出を述べていたことから、前述の高橋とは異なり、個人的な関係までは大きく悪化していなかった模様である。
- 1996年、チームが優勝争いしていたさ中、9月7日付の一部スポーツ紙は「三村敏之監督電撃勇退」と報道した。上土井勝利[9]球団部長は取材で「契約した時から3年ということだった。もう1年とは言ってこないだろう。仮に言ってきてもいまさらやらせるつもりはない。優勝してハクをつけて、次の仕事を見つければいい」と過激発言したが、三村の手腕を高く評価していた元は、上土井に再度三村と話し合うよう指示し、結果、三村は続投となった[10]。
- 2007年オフ、「勝率5割をクリアすることを念頭にチーム構成を考えている」とコメントした記事が掲載された[11]。これは、耕平前オーナーが生前から唱えていた「チーム作りは勝率5割ライン確保を基本とし、（そこから）13、14勝の上積みを目指す」[12]考え方を踏まえたものであったが、長期低迷に不満を持つ多くのファンから「勝率5割をクリアさえすれば良いのか?」「優勝してほしくないのか」と誤解を招くことになった。
- 2008年6月、交流戦を終えた段階でAクラス争いを続けるマーティ・ブラウン監督に対して、「プラスでないといい監督とはいえない。プレーオフに行けば何も言わない。ただ4位でも貯金があれば検討の余地はある」[13]と厳しい姿勢を見せた。
- 2010年、野村謙二郎が新たに監督に就任したものの、チーム成績は前年を下回り最下位争いする状況となった。それに対して「（野村監督は）1年目なんだから、すべてが経験。最下位になってもいいぐらいなんだ。日々、新たに気持ちを切り替えてやってほしい」[14]という発言をしている。
- 2013年、監督就任4年目でチームとしては16年ぶりとなるAクラス入りを果たした野村は、「区切りをつけたい」として辞任を申し出たが、「今年クライマックスシリーズに出場し、もっと先に行こうという中で、それに逆行することはどうなのか」と叱責し、留任させている[15]。
- 2023年12月、ドミニカ共和国のドゥアルテ・サンチェス・メジャ勲章を受章[16]。